# ペシャルマン

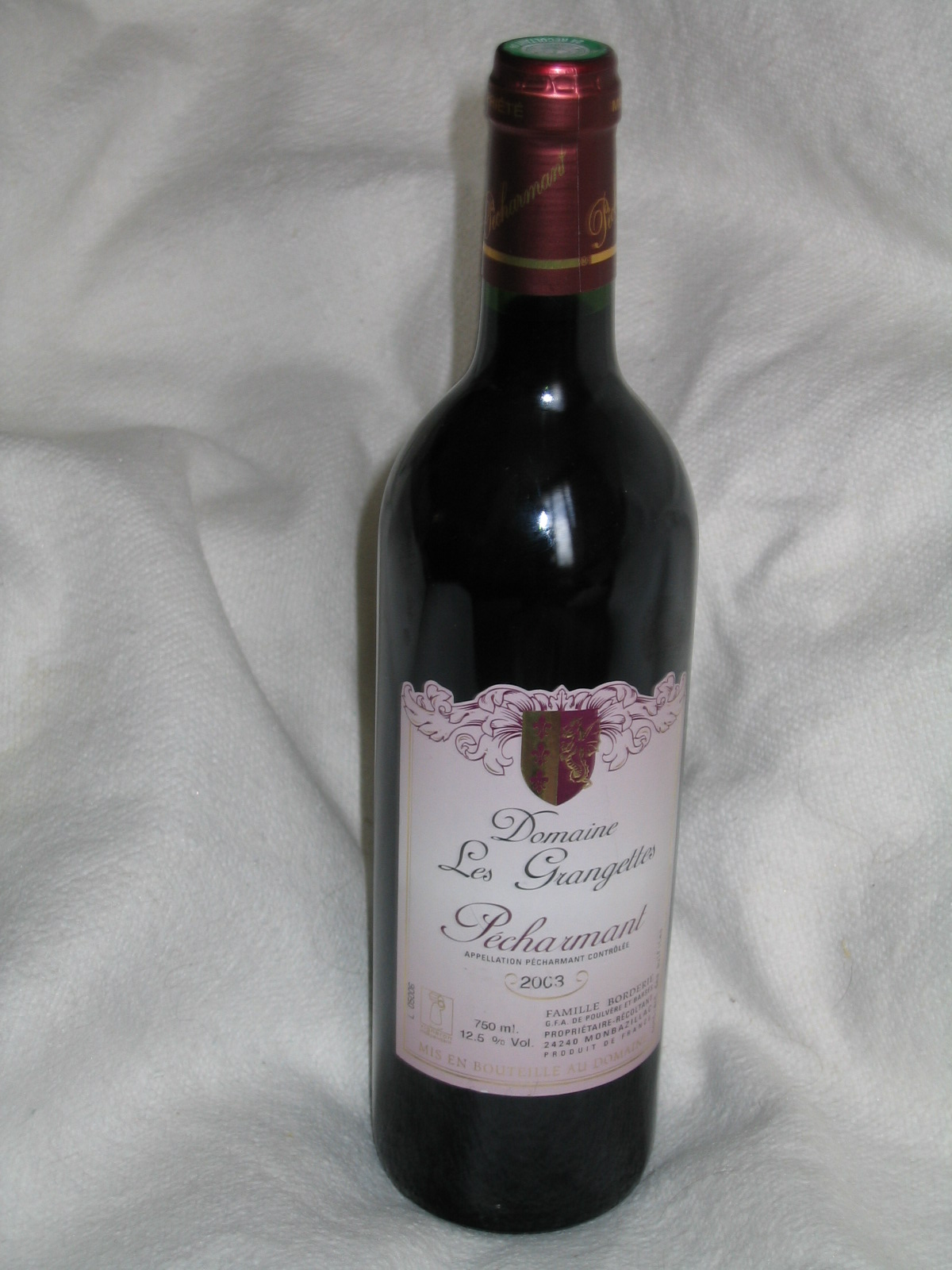
ペシャルマンのワインの瓶

ペシャルマン(Pécharmant)は、フランス南西部アキテーヌ地域圏ドルドーニュ県の、ベルジュラックとその北東に接する3つの村（コミューン）とで構成されている、赤ワインの産地である。1946年にAOCに指定されている。
日本では、消費者だけでなくワイン関係者の間でも、ボルドーワイン以外のアキテーヌ地方のワインは、ボルドーワインの類似品または代用品といったイメージが強く、そのためこのワインも知名度があまりないが、ボルドーと同じカベルネ・ソーヴィニョン、カベルネ・フラン、メルロー、マルベックのうちの、3種または4種で混醸される赤ワインは、ドルドーニュ川左岸の、鉄分などのミネラルを多く含む土壌と、丁寧な作り方の影響で、色も濃く、渋みや酸味が豊かでこくのある、申し分のない良質のワインに仕上がっている。
ただ、日本ではほとんど出回っていない。